# Benito Guerra

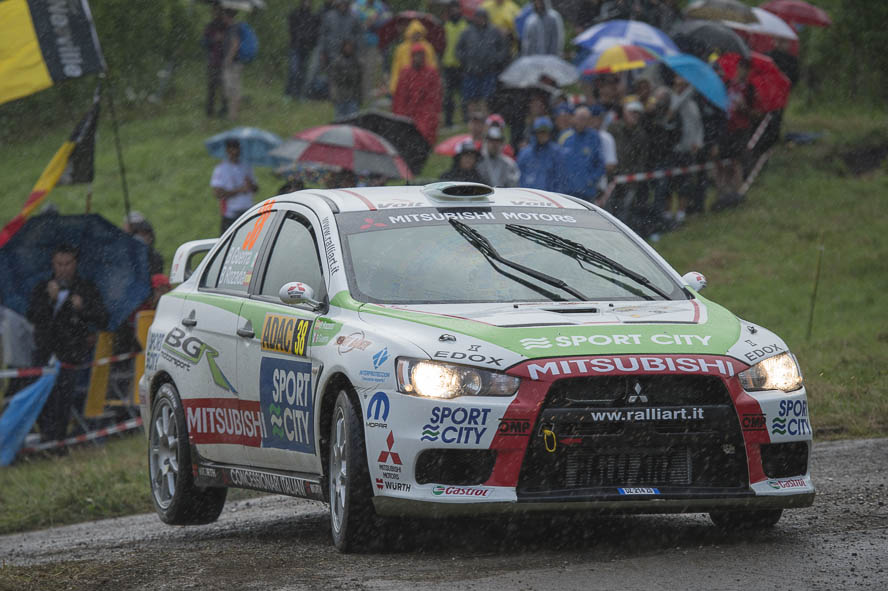
Guerra su Lancer Evo X al rally di Germania 2012

Benito Iván Guerra Latapí (25 marzo 1985) è un pilota di rally messicano, vincitore nel 2012 del campionato PWRC e terzo nel campionato WRC-2 2019 su Skoda Fabia R5 Evo.

## Palmarès
- PWRC: 1
2012 su Mitsubishi Lancer Evolution

- Race of Champions: 1
2019[3]

### Vittorie nel mondiale rally

#### P-WRC
| Nº | Anno | Rally              | Copilota     | Vettura                 |
| -- | ---- | ------------------ | ------------ | ----------------------- |
| 1  | 2012 | Rally del Messico  | Borja Rozada | Mitsubishi Lancer Evo X |
| 2  | 2012 | Rally d'Argentina  | Borja Rozada | Mitsubishi Lancer Evo X |
| 3  | 2012 | Rally di Catalogna | Borja Rozada | Mitsubishi Lancer Evo X |

#### WRC-2
| Nº | Anno | Rally             | Copilota            | Vettura        |
| -- | ---- | ----------------- | ------------------- | -------------- |
| 1  | 2019 | Rally del Messico | Jaime Zapata Ortega | Škoda Fabia R5 |

## Risultati nel mondiale rally

### WRC
| 2006 | Scuderia | Vettura                      |  |  |    |  |  |  |  |  |  |  |  |  |  |  |  |  | Punti | Pos. |
| ---- | -------- | ---------------------------- |  |  | -- |  |  |  |  |  |  |  |  |  |  |  |  |  | ----- | ---- |
| 2006 |          | Mitsubishi Lancer Evo VI TME |  |  | 26 |  |  |  |  |  |  |  |  |  |  |  |  |  | 0     |      |

| 2007 | Scuderia | Vettura                    |  |  |  |     |  |     |  |  |  |  |  |  |  |  |  |  | Punti | Pos. |
| ---- | -------- | -------------------------- |  |  |  | --- |  | --- |  |  |  |  |  |  |  |  |  |  | ----- | ---- |
| 2007 |          | Mitsubishi Lancer Evo VIII |  |  |  | Rit |  | Rit |  |  |  |  |  |  |  |  |  |  | 0     |      |

| 2008 | Scuderia | Vettura                    |  |  |    |  |  |  |  |  |  |  |  |  |  |  |  |  | Punti | Pos. |
| ---- | -------- | -------------------------- |  |  | -- |  |  |  |  |  |  |  |  |  |  |  |  |  | ----- | ---- |
| 2008 |          | Mitsubishi Lancer Evo VIII |  |  | 14 |  |  |  |  |  |  |  |  |  |  |  |  |  | 0     |      |

| 2009 | Scuderia       | Vettura                 |  |  |  |  |  |  |  |  |  |  |    |  |  |  |  |  | Punti | Pos. |
| ---- | -------------- | ----------------------- |  |  |  |  |  |  |  |  |  |  | -- |  |  |  |  |  | ----- | ---- |
| 2009 | RMC Motorsport | Mitsubishi Lancer Evo X |  |  |  |  |  |  |  |  |  |  | 30 |  |  |  |  |  | 0     |      |

| 2010 | Scuderia | Vettura                 |  |    |  |  |  |  |  |  |  |  |  |  |  |  |  |  | Punti | Pos. |
| ---- | -------- | ----------------------- |  | -- |  |  |  |  |  |  |  |  |  |  |  |  |  |  | ----- | ---- |
| 2010 |          | Mitsubishi Lancer Evo X |  | 15 |  |  |  |  |  |  |  |  |  |  |  |  |  |  | 0     |      |

| 2011 | Scuderia | Vettura                 |  |    |    |  |  |    |  |     |  |   |  |    |     |  |  |  | Punti | Pos. |
| ---- | -------- | ----------------------- |  | -- | -- |  |  | -- |  | --- |  | - |  | -- | --- |  |  |  | ----- | ---- |
| 2011 |          | Mitsubishi Lancer Evo X |  | 11 | 18 |  |  | 15 |  | Rit |  | 9 |  | 24 | Rit |  |  |  | 2     | 26º  |

| 2012 | Scuderia | Vettura                 |  |  |    |  |    |    |  |  |    |  |  |    |    |  |  |  | Punti | Pos. |
| ---- | -------- | ----------------------- |  |  | -- |  | -- | -- |  |  | -- |  |  | -- | -- |  |  |  | ----- | ---- |
| 2012 |          | Mitsubishi Lancer Evo X |  |  | 11 |  | 11 | 19 |  |  | 16 |  |  | 24 | 18 |  |  |  | 0     |      |

| 2013 | Scuderia | Vettura                                   |  |  |   |  |  |  |  |  |  |  |  |    |  |  |  |  | Punti | Pos. |
| ---- | -------- | ----------------------------------------- |  |  | - |  |  |  |  |  |  |  |  | -- |  |  |  |  | ----- | ---- |
| 2013 |          | Citroën DS3 WRC e Mitsubishi Lancer Evo X |  |  | 8 |  |  |  |  |  |  |  |  | 14 |  |  |  |  | 4     | 24º  |

| 2014 | Scuderia                                  | Vettura                                      |  |  |   |  |  |  |  |  |  |  |  |    |  |  |  |  | Punti | Pos. |
| ---- | ----------------------------------------- | -------------------------------------------- |  |  | - |  |  |  |  |  |  |  |  | -- |  |  |  |  | ----- | ---- |
| 2014 | M-Sport World Rally Team e Bas Motorsport | Ford Fiesta RS WRC e Mitsubishi Lancer Evo X |  |  | 6 |  |  |  |  |  |  |  |  | 18 |  |  |  |  | 8     | 17º  |

| 2015 | Scuderia | Vettura            |  |  |    |  |  |  |  |  |  |  |  |  |  |  |  |  | Punti | Pos. |
| ---- | -------- | ------------------ |  |  | -- |  |  |  |  |  |  |  |  |  |  |  |  |  | ----- | ---- |
| 2015 |          | Ford Fiesta RS WRC |  |  | 12 |  |  |  |  |  |  |  |  |  |  |  |  |  | 0     |      |

| 2016 | Scuderia | Vettura            |  |  |    |  |  |  |  |  |  |  |  |  |  |  |  |  | Punti | Pos. |
| ---- | -------- | ------------------ |  |  | -- |  |  |  |  |  |  |  |  |  |  |  |  |  | ----- | ---- |
| 2016 |          | Ford Fiesta RS WRC |  |  | 13 |  |  |  |  |  |  |  |  |  |  |  |  |  | 0     |      |

| 2017 | Scuderia          | Vettura        |  |  |    |  |    |    |  |    |  |    |    |  |  |  |  |  | Punti | Pos. |
| ---- | ----------------- | -------------- |  |  | -- |  | -- | -- |  | -- |  | -- | -- |  |  |  |  |  | ----- | ---- |
| 2017 | Motorsport Italia | Škoda Fabia R5 |  |  | 12 |  | 12 | 32 |  | 17 |  | 18 | 12 |  |  |  |  |  | 0     |      |

| 2018 | Scuderia                                       | Vettura        |  |  |  |  |  |    |    |    |    |  |  |  |  |  |  |  | Punti | Pos. |
| ---- | ---------------------------------------------- | -------------- |  |  |  |  |  | -- | -- | -- | -- |  |  |  |  |  |  |  | ----- | ---- |
| 2018 | Motorsport Italia e S.A. Motorsport Italia Srl | Škoda Fabia R5 |  |  |  |  |  | 15 | 20 | 18 | 19 |  |  |  |  |  |  |  | 0     |      |

| 2019 | Scuderia | Vettura                                 |  |  |   |  |    |    |    |  |  |  |  |    |     |  |  |  | Punti | Pos. |
| ---- | -------- | --------------------------------------- |  |  | - |  | -- | -- | -- |  |  |  |  | -- | --- |  |  |  | ----- | ---- |
| 2019 |          | Škoda Fabia R5 e Škoda Fabia Rally2 Evo |  |  | 6 |  | 11 | 16 | 14 |  |  |  |  | 20 | Rit |  |  |  | 8     | 16º  |

| 2020 | Scuderia | Vettura        |  |  |    |  |  |  |  |  |  |  |  |  |  |  |  |  | Punti | Pos. |
| ---- | -------- | -------------- |  |  | -- |  |  |  |  |  |  |  |  |  |  |  |  |  | ----- | ---- |
| 2020 |          | Škoda Fabia R5 |  |  | 18 |  |  |  |  |  |  |  |  |  |  |  |  |  | 0     |      |

| 2022 | Scuderia | Vettura                |  |  |    |     |  |  |  |  |  |  |  |  |  |  |  |  | Punti | Pos. |
| ---- | -------- | ---------------------- |  |  | -- | --- |  |  |  |  |  |  |  |  |  |  |  |  | ----- | ---- |
| 2022 |          | Škoda Fabia Rally2 Evo |  |  | 23 | Rit |  |  |  |  |  |  |  |  |  |  |  |  | 0     |      |

| Legenda | 1º posto | 2º posto | 3º posto | A punti | Senza punti | Ritirato | Squalificato | NP=Non partito C=Gara cancellata | Apice=Power stage |

### WRC-2
| 2014 | Scuderia       | Vettura                 |  |  |  |  |  |  |  |  |  |  |  |   |  |  |  |  | Punti | Pos. |
| ---- | -------------- | ----------------------- |  |  |  |  |  |  |  |  |  |  |  | - |  |  |  |  | ----- | ---- |
| 2014 | Bas Motorsport | Mitsubishi Lancer Evo X |  |  |  |  |  |  |  |  |  |  |  | 4 |  |  |  |  | 12    | 28º  |

| 2017 | Scuderia          | Vettura        |  |  |   |  |   |    |  |   |  |   |   |  |  |  |  |  | Punti | Pos. |
| ---- | ----------------- | -------------- |  |  | - |  | - | -- |  | - |  | - | - |  |  |  |  |  | ----- | ---- |
| 2017 | Motorsport Italia | Škoda Fabia R5 |  |  | 3 |  | 3 | 11 |  | 4 |  | 9 | 3 |  |  |  |  |  | 59    | 5º   |

| 2018 | Scuderia                                       | Vettura        |  |  |  |  |  |   |   |   |   |  |  |  |  |  |  |  | Punti | Pos. |
| ---- | ---------------------------------------------- | -------------- |  |  |  |  |  | - | - | - | - |  |  |  |  |  |  |  | ----- | ---- |
| 2018 | Motorsport Italia e S.A. Motorsport Italia Srl | Škoda Fabia R5 |  |  |  |  |  | 7 | 6 | 6 | 9 |  |  |  |  |  |  |  | 24    | 19º  |

| 2019 | Scuderia | Vettura                                 |  |  |   |  |   |   |   |  |  |  |  |   |     |  |  |  | Punti | Pos. |
| ---- | -------- | --------------------------------------- |  |  | - |  | - | - | - |  |  |  |  | - | --- |  |  |  | ----- | ---- |
| 2019 |          | Škoda Fabia R5 e Škoda Fabia Rally2 Evo |  |  | 1 |  | 2 | 2 | 6 |  |  |  |  | 7 | Rit |  |  |  | 75    | 3º   |

| 2022 | Scuderia | Vettura                |  |  |    |     |  |  |  |  |  |  |  |  |  |  |  |  | Punti | Pos. |
| ---- | -------- | ---------------------- |  |  | -- | --- |  |  |  |  |  |  |  |  |  |  |  |  | ----- | ---- |
| 2022 |          | Škoda Fabia Rally2 Evo |  |  | 13 | Rit |  |  |  |  |  |  |  |  |  |  |  |  | 0     |      |

| Legenda | 1º posto | 2º posto | 3º posto | A punti | Senza punti | Ritirato | Squalificato | NP=Non partito C=Gara cancellata | Apice=Power stage |

### P-WRC/WRC-3
| 2010 | Scuderia | Vettura                 |  |   |  |  |  |  |  |  |  |  |  |  |  |  |  |  | Punti | Pos. |
| ---- | -------- | ----------------------- |  | - |  |  |  |  |  |  |  |  |  |  |  |  |  |  | ----- | ---- |
| 2010 |          | Mitsubishi Lancer Evo X |  | 4 |  |  |  |  |  |  |  |  |  |  |  |  |  |  | 12    | 18º  |

| 2011 | Scuderia | Vettura                 |  |  |   |  |  |   |  |     |  |   |  |   |     |  |  |  | Punti | Pos. |
| ---- | -------- | ----------------------- |  |  | - |  |  | - |  | --- |  | - |  | - | --- |  |  |  | ----- | ---- |
| 2011 |          | Mitsubishi Lancer Evo X |  |  | 4 |  |  | 6 |  | Rit |  | 4 |  | 3 | Rit |  |  |  | 47    | 6º   |

| 2012 | Scuderia | Vettura                 |  |  |   |  |   |   |  |  |   |  |  |   |   |  |  |  | Punti | Pos. |
| ---- | -------- | ----------------------- |  |  | - |  | - | - |  |  | - |  |  | - | - |  |  |  | ----- | ---- |
| 2012 |          | Mitsubishi Lancer Evo X |  |  | 1 |  | 1 | 4 |  |  | 2 |  |  | 8 | 1 |  |  |  | 109   | 1º   |

| 2020 | Scuderia | Vettura        |  |  |   |  |  |  |  |  |  |  |  |  |  |  |  |  | Punti | Pos. |
| ---- | -------- | -------------- |  |  | - |  |  |  |  |  |  |  |  |  |  |  |  |  | ----- | ---- |
| 2020 |          | Škoda Fabia R5 |  |  | 5 |  |  |  |  |  |  |  |  |  |  |  |  |  | 10    | 19º  |

| Legenda | 1º posto | 2º posto | 3º posto | A punti | Senza punti | Ritirato | Squalificato | NP=Non partito C=Gara cancellata | Apice=Power stage |